# Slag bij Khaybar

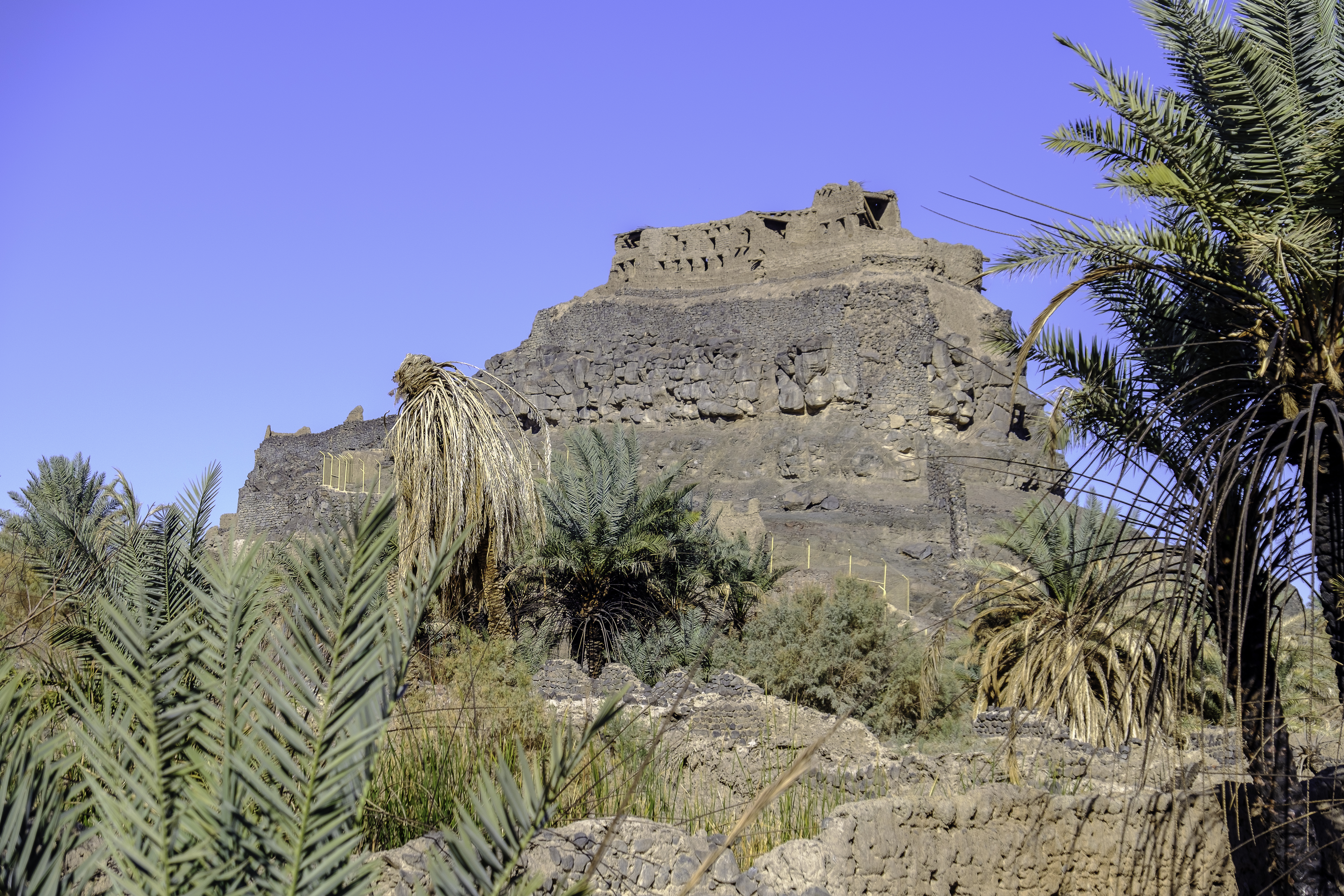
Het joodse fort Qamus

De Slag bij Khaybar werd uitgevochten in het jaar 628 tussen moslims en de joden van Khaybar, een oase gelegen 100 km van Medina in het westen van het Arabische schiereiland (het tegenwoordige Saoedi-Arabië). Nadat er geruchten waren dat de joden zich tegen de moslims keerden, ondanks eerdere afspraken, werd door de moslims besloten om ten strijde te trekken tegen hen.
De bewoners van Khaybar kwamen na een lange belegering en hevige strijd met Mohammed overeen dat zij hun land bleven bewerken en de helft als schatting aan de moslims zouden betalen. Kalief Omar zou in 641 deze overeenkomst schenden: de joden werden geheel verdreven uit Khaybar en de oase werd verder door slaven gecultiveerd.

## Achtergrond

### Khaybar in de 7e eeuw
In de 7de eeuw werd Khaybar bewoond door joden die de grondleggers waren van het cultiveren van de oase en in hun inkomsten voorzagen door het telen van dadelpalmen, met handel en het uitoefenen van ambachten. Sommige voorwerpen die door de moslims werden gevonden - een belegeringsmachine, 20 balen Jemenitisch kant en 500 mantels - wijzen op intensieve handel. Vroeger werd wel gedacht dat de belegeringsmachine gebruikt werd om onderlinge geschillen te beslechten, maar tegenwoordig gaat men ervan uit dat het om handelswaar ging, net als zwaarden, lansen, schilden en ander wapentuig.
De oase was verdeeld in drie gebieden: al-Natat, as-Shikk en al-Katiba, waarschijnlijk gescheiden langs natuurlijke lijnen als de woestijn, lavastromen en moerassen. In elk van deze regio's stonden forten of vestingen met huizen, opslagplaatsen en stallen. Ieder fort werd bewoond door een familie en omgeven door akkers en boomgaarden. Vanuit defensief oogpunt werden de forten op heuvels of rotsblokken gebouwd.

### De joden van Medina
Na de nederlaag van de Slag bij Uhud kreeg Mohammed de indruk dat leden van de stam Banoe Nadir een aanslag op hem beraamden en verdreef de gehele stam uit Medina, met uitzondering van twee joden die zich tot de islam bekeerden. Een deel van de verdreven joden kwam in Khaybar terecht, waar hen enkele jaren later een nieuwe confrontatie met Mohammed zou wachten.

### Mohammeds aanvalsplannen
Tijdens de voorbereidingen van de aanval ondernam Mohammed stappen om enkele leiders van de joden van Khaybar te laten elimineren. Enkele moslims slopen de stad Khaybar 's nachts binnen en pleegden een aanslag op Abu Rafi, een van de Khaybaarse stamhoofden. De joden zouden daarna bereid zijn geweest om te onderhandelen. Onderweg zou de delegatie echter aangevallen zijn en werden allen, op een na, gedood.

### Voorbereidingen tot de verdediging
De verdrijving van de Banoe Nadir uit Medina maakte de joden van Khaybar bewust van het gevaar waarin zij verkeerden. Hoeyayy ibn Akhtab, het stamhoofd van Banoe Nadir, sloot zich met zijn zoon bij de Mekkanen en bedoeïenen aan die Medina tijdens de Slag bij de Gracht belegerden. Nadat de belegering van Medina op niets uitgelopen was, verdedigden zowel Hoeyayy ibn Akhtab als zijn zoon de Banoe Qoerayza die door de moslims belegerd werd, en werden zij, evenals de mannen van Banoe Qoerayza, gedood.
De oorlog met de moslims van Medina leek onafwendbaar, nadat de delegatie gedood was. De joden van Khaybar gingen een verbond aan met de joden van de oase Fadak en met de bedoeïenen van de stam Ghatafan. Het gebrek aan centrale leiding vanuit Khaybar verhinderde echter verdere defensieve voorbereidingen en ook familietwisten speelden de joden parten.

## Verloop van de slag
Na een mislukte poging een bedevaart naar Mekka te maken rukten de moslims onder leiding van Mohammed in maart 628 naar Khaybar op. Volgens verschillende bronnen varieerde de kracht van zijn leger tussen 1400 en 1800 man en tussen 100 tot 200 paarden. Dankzij de snelheid en geheimhouding van de mars verrasten de moslims de joden toen zij naar hun akkers gingen om te werken. Als resultaat verzuimden de joden een centraal georganiseerde verdediging op te zetten en iedere familie moest zijn eigen verstevigde schuilplaats verdedigen. Bovendien zouden er bedoeïenen omgekocht zijn, waardoor verdere hulp aan Khaybar uitbleef. Met het lot van Banoe Qoerayza in het achterhoofd boden de joden van Khaybar heftige weerstand, waardoor de moslims werden gedwongen de forten een voor een in te nemen. Na een bloedig treffen voor een van de forten vermeden de joden gevechten in open veld en de moslims moesten teruggrijpen op het belegeren en bestormen van de forten. De bewoners wisten echter onder dekking van de nacht goederen en schatten van het ene fort naar het andere te smokkelen om hun weerstand effectiever te maken.
Traditionele biografieën over Mohammed vermelden dat eerst Abu Bakr en vervolgens Omar het voortouw nam in de hoop de weerstand te breken door zichzelf in de kop van de aanval te plaatsen, maar beiden faalden. Mohammed riep toen Ali, die een joods stamhoofd doodde met een zwaardslag die de helm, het hoofd en lichaam van het slachtoffer in tweeën spleet. Nadat hij zijn schild verloren was, tilde Ali een van de deuren uit de scharnieren en verdedigde zichzelf ermee en gebruikte die daarna om een brug te maken waardoor de aanvallers toegang tot de schuilplaats verkregen. Dit voorval werd een van de redenen waarom moslims, sjiieten in het bijzonder, Ali als prototype-held beschouwen. Academische geschiedkundigen zetten echter vraagtekens bij het heldhaftige optreden.
Noch de joden, noch de moslims, die aan een groot gebrek van voorraden leden, waren op een langdurige aanval voorbereid. Bij een gelegenheid aten de moslims een kudde ezels die van een boerderij ontsnapt waren. Dit voorval leidde ertoe dat Mohammed moslims het eten van vlees van paarden, muilezels en ezels verbood, tenzij consumptie ervan afgedwongen werd door noodzaak. Mohammed beval dat 400 palmen rondom een fort geveld moesten worden om de verdedigers tot capitulatie te dwingen. Uiteindelijk gaven de joden zich na anderhalve maand van belegering over, toen alle forten behalve 2 ingenomen waren.

## Nasleep

### Capitulatievoorwaarden
De joden werd een verdrag aangeboden waardoor zij in de oase konden blijven en hun land konden blijven verbouwen. Zij moesten de helft van de productie aan de moslims overdragen. Het land zelf werd echter wel collectief bezit van de moslims. Daarbij hadden moslims het recht om de joden op ieder moment stad en land te ontnemen, alhoewel geschiedkundigen menen dat de laatste clausule achteraf een rechtvaardiging voor de herhaaldelijke uitdrijving van joden uit Khaybar was. De overeenkomst met de joden van Khaybar was de aanvang van de zogenaamde dhimmi's, dat wil zeggen niet-moslims die onder islamitische heerschappij vallen.

### Marteling en dood van Kinana ibn al-Rabi
Na afloop van de slag werd Kinana ibn al-Rabi door Mohammed bevolen de locatie van de schat van de Banoe Nadir te onthullen. Een Jood vertelde dat hij Kinana regelmatig bij een bepaalde ruïne zag. Mohammed beval dat er op die plek werd gegraven, waarna een deel van de schat werd gevonden. Toen Kinana de locatie van de rest van de schat niet wilde onthullen, beval Mohammed Zubayr ibn al-Awwam hem te martelen met heet staal op zijn borst totdat hij bijna doodging. Hierna nam Mohammed hem naar Muhammad ibn Maslama, die hem onthoofde als wraak voor de dood van zijn broer.

### Huwelijk van Mohammed en Safiyya
Na de slag vroeg Dihya al-Kalbi, een van Mohammeds metgezellen, om een slavin van de gevangenen. Toen dit door Mohammed goedgekeurd was, nam hij Safiyya bint Huyayy. Zij was de weduwe van Kinana en een dochter van Hoeyayy ibn Akhtab, het stamhoofd van de Banoe Nadir die samen met de leden van de Banoe Qoerayza was geëxecuteerd.. Een andere metgezel zag dit en informeerde Mohammed hierover. De metgezel geloofde dat zij alleen geschikt was voor Mohammed. Hij benadrukte Safiyya's schoonheid en het feit dat ze de maîtresse van de Banoe Qoerayza en Banoe Nadir was. Mohammed beval vervolgens dat Dihya haar aan hem gaf. Dihya kreeg in plaats van Safiyya haar twee nichten. Volgens andere vertellingen kocht Mohammed Safiyya van Dihya voor zeven slaven of zeven kamelen. Toen Safiyya naar Mohammed werd gebracht, kwam ze samen met een andere vrouw. Toen de laatstgenoemde vrouw geconfronteerd werd met de lijken van onthoofde mannen van de Banoe Nadir schreeuwde ze het uit, sloeg haarzelf in het gezicht en deed zand op haar hoofd. Mohammed beval dat ze weggenomen werd. Mohammed gaf aan dat hij Safiyya voor zichzelf gekozen had door zijn mantel over haar heen te slaan.

### Vergiftiging van Mohammed
Biografen van Mohammed vertellen een verhaal van een joodse vrouw van Banoe Nadir die poogde Mohammed te vergiftigen om haar omgekomen verwanten te wreken. Ze vergiftigde een stuk lam dat ze voor Mohammed en zijn metgezel gekookt had en deed bijzonder veel gif in de schouder, Mohammeds favoriete deel. Een metgezel die het gif bemerkte besloot het vlees toch te eten omdat Mohammed geen bezwaar leek te maken. Toen Mohammed het gif bemerkte spuugde hij het uit en verklaarde dat het lam hem zou hebben toegesproken over het vergif. Het gezicht van de metgezel kleurde groen. Hij heeft na de vergiftiging nog een jaar geleefd maar volgens een andere versie van het verhaal stierf hij vrijwel onmiddellijk terwijl hij nog in zijn stoel zat. De joodse vrouw verklaarde het gif te hebben toegediend om te testen of Mohammed een ware profeet was, die zou het vergif immers op tijd bemerken. Enkele jaren later overleed Mohammed aan de gevolgen van de vergiftiging. Hij verklaarde aan zijn vrouw Aisha "ik voel nog steeds de pijn veroorzaakt door het vlees dat ik heb gegeten in Khaybar, en op dit moment voelt het alsof het vergif mijn aorta doorsnijdt".

### Verdrijving van de joden uit Khaybar
De joodse inwoners van Khaybar werden tijdens de heerschappij van kalief Omar (634-644) uit Khaybar verdreven. Tijdens zijn kalifaat veroverden de moslims grote gedeelten van het Midden-Oosten en brachten grote aantallen slaven naar Arabië, waardoor de joodse arbeidskracht niet langer noodzakelijk was. De joden van Khaybar vestigden zich in diverse gebieden in het Midden-Oosten en behielden hun identiteit tot aan de 12e eeuw.

### Joden uit Khaybar in de Arabische folklore
In latere tijden werden de joden van Khaybar een bekend onderwerp in Arabische folkloristische legendes. Een van die verhalen betrof joodse tentbewoners die aan de weg naar Mekka leefden in de buurt van Arabieren en iedereen die voorbij kwam beroofden. De joden en Arabieren deelden de buit. Als er een jood langskwam gaven zij hem echter geschenken en brachten hem naar een veilig toevluchtsoord. Legendes zoals deze bleven tot in moderne tijden populair.

### Antisemitisme
Tijdens demonstraties tegen het beleid van Israël wordt deze slag veelvuldig in herinnering gebracht. Bijvoorbeeld door het scanderen van het lied: 'Khaybar, khaybar yaa yahud, jaisj-e-mohammed saufa ya'ud' (Khaybar, Oh Joden. Het leger van Mohammed komt er weer aan). Leefbaar Rotterdam stelde in juli 2017 raadsvragen over het scanderen van dit antisemitische lied tijdens een demonstratie in Rotterdam. In mei 2021 stelde het CDA in Amsterdam raadsvragen over exact hetzelfde onderwerp, nu voorgevallen tijdens een demonstratie in deze stad. Ook de politie in Brussel startte een onderzoek.